# Parque nacional Rondane
El parque nacional Rondane (en noruego: Rondane nasjonalpark) es el parque nacional más antiguo de Noruega. Fue creado el 21 de diciembre de 1962 para proteger una de las zonas de mayor riqueza ecológica del país. El parque contiene un elevado número de picos superiores a los 2000 m s. n. m., siendo la altura máxima el Rondslottet con 2178 m s. n. m. En esta zona habita una importante colonia de renos.
En 2003 se produjo una ampliación del parque, ocupando ahora un área total de 963 km². Rondane se encuentra en el condado (fylke)  de Innlandet (hasta 2002, en los de Oppland y Hedmark), al este de Gudbrandsdal, Dovre y Jotunheimen.

## Geografía
Rondane es un área típica de altas montañas, con grandes mesetas y un total de diez picos de alrededor de 2000 m s. n. m. El punto con mayor altura es Rondeslottet («el castillo Rondane»), con una altura de 2178 m s. n. m. El punto más bajo, está justo después de los bosques, los cuales están aproximadamente a 1000 m s. n. m. El clima es apacible y relativamente árido. Además de los abedules blancos, el suelo y las rocas están cubiertas por líquenes y brezos. Las montañas más grandes son casi enteramente áridas; aproximadamente a 1500 metros, sólo crecen líquenes sobre las piedras desnudas.
El paisaje montañoso está dividido por marcados valles. El valle más profundo es ocupado por el lago Rondvatnet, un estrecho lago que rellena el empinado espacio entre el cerro Storronden-Rondslottet y el cerro Smiubelgen.
Generalmente, Rondane no recibe suficientes precipitaciones como para generar glaciares permanentes, aunque se pueden encontrar acumulaciones de nieve en la parte posterior de los valles llanos.
El centro del parque es el lago Rondvatnet, desde el cual, todos los picos de alrededor de 2000 m s. n. m. pueden ser alcanzados en menos de un día de caminata. En la región central, y el norte de esta, la altitud es bastante alta comparada con las mesetas más planas del sur. Los picos más altos son Rondslottet (2178 m s. n. m.), Storronden (2138 m s. n. m.) y Høgronden (2118 m s. n. m.).
En muchas partes del parque, se encuentran ollas de agua, creadas por pequeños restos de glaciares de la Edad de Hielo, y peculiares colinas llamadas "eskers", creadas por la morrena arrastrada por los glaciares.

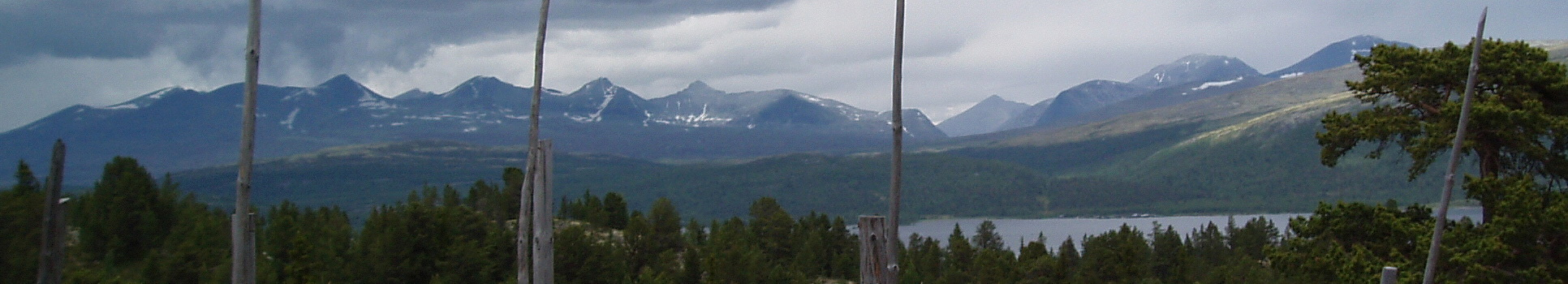
Los picos de Rondane, vistos desde el sur. Storronden y Rondeslottet son los dos primeros a la derecha. A la izquierda se encuentra "Smiubelgen"

## Historia

### Prehistoria
La historia del área de Rondane comienza al final de la última Edad de Hielo. Los grandes cambios climáticos permitieron que los renos se dispersaran libremente a lo largo de Escandinavia, sólo para ser forzados a volver a un área mucho más pequeña, incluyendo la zona montañosa de Rondane, unos cientos de años después. Un grupo de arqueólogos descubrió que el bosque creció rápidamente en las grandes alturas; ciertos abedules encontrados a 1030 m s. n. m., tenían alrededor de 8.500 años de antigüedad.
En la montaña Plateaux, existen evidencias de grupos nómadas que vivían de la caza de renos. Se pueden encontrar grandes trampas usadas para atrapar renos en Gravhø y Bløyvangen, y también dispersas en el parque. Estas están construidas de piedra para hacer agujeros o son grandes áreas valladas, en las cuales los renos podían ser emboscados con facilidad.
Junto con estas grandes trampas, también hay pequeñas paredes de piedra arqueadas, que se cree que fueron usadas como escondite por los arqueros para esperar sus presas. Varios métodos de datación sugieren que las trampas más antiguas pueden llegar a tener unos 3500 años de antigüedad. La mayoría de los descubrimientos, incluyendo restos de casas, datan de entre los años 500 y 700. Se sabe con certeza que las grandes trampas y las paredes, fueron usadas desde el siglo VI hasta el comienzo de la Peste Negra, en el siglo XIV.

### Creación

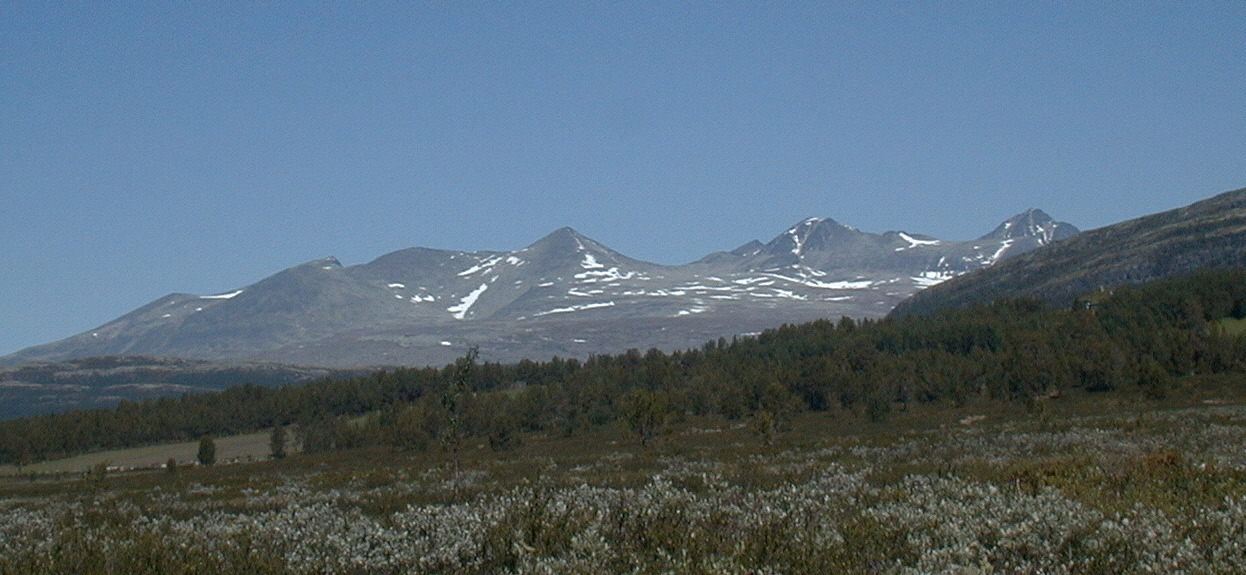
El cerro Smiubelgen.

Después de casi una década de planeamiento, Rondane fue creado como el primer parque nacional de Noruega, el 21 de diciembre de 1962. En principio, fue establecido como una zona de protección natural, pero más tarde fue nombrado parque nacional. Las principales razones para proteger el área eran "salvaguardar el medio ambiente, con su vegetación y vida animal autóctona, y la herencia cultural, y también asegurar el medio ambiente como un área recreativa para las próximas generaciones".
Los esfuerzos legales para proteger la naturaleza en Noruega datan de 1954, cuando la Ley de Protección de la Naturaleza fue aprobada. Poco después, en 1995, fueron llevadas a cabo reuniones comunitarias en las municipalidades cercanas a Rondane, y se fundó una comisión. Norman Heitkøtter fue elegido presidente de esa comisión, e hizo posible, mediante una resolución Real, establecer el parque nacional Rondane. En el momento de su creación, el parque cubría un área de 580 km².
Aunque Rondane fue el primer parque nacional de Noruega, muchos otros le siguieron. Los parques son mantenidos por el Directorado Noruego para la Administración de la naturaleza.

### Expansión de 2003
Como una medida especial para la protección de los renos salvajes, el parque fue agrandado significativamente en 2003; su área aumentó de 580 a 963 km². Las principales ampliaciones fueron hacia el noroeste, y en menor medida en el este y el sur. Además, las áreas con menor protección (tanto protección del paisaje como de la naturaleza), fueron puestos en conexión con Rondane. Fue abierto un nuevo parque nacional, el parque nacional Dovre, entre Rondane y el parque nacional Dovrefjell-Sunndalsfjella. Con esta nueva expansión, ahora el borde norte de Rondane está a sólo 1 km del borde sur del parque nacional Dovre, y las grandes secciones de montañas adyacentes están protegidas por los tres parques.

## Geología

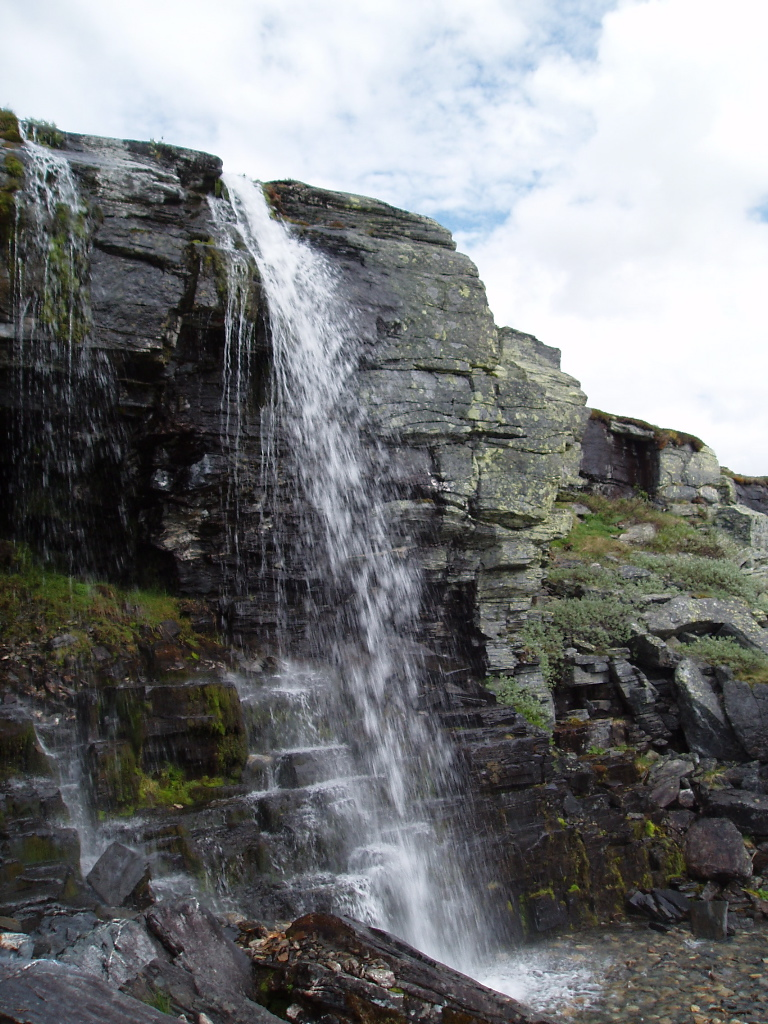
Geología en Rondane; la roca muestra signos de sedimentación.

El lecho de roca de Rondane viene de un lecho marino poco profundo, creado entre 500 y 600 millones de años atrás. Por esto, los cambios en la corteza terrestre crearon una zona montañosa de roca metamórfica y cuarzo. No se han encontrado fósiles en el área, por lo que se cree que el mar de donde la roca vino, no contenía vida animal.
El paisaje actual se formó mayormente durante la última edad de hielo, entre nueve o diez mil años atrás. En ese momento, existían enormes cantidades de hielo formadas, y se cree que el hielo fue derritiéndose gradualmente en ciclos cambiantes de derretimiento y acumulación de hielo. El derretimiento fue rápido cuando sucedió, cavando profundos ríos y valles.
Rondane posee algunos pequeños cañones, creados por la rápida fusión de hielo, siendo los más prominentes Jutulhogget y Vesle-Ula.

## Biología
Rondane es uno de los pocos lugares de Escandinavia y Europa donde se encuentran renos salvajes (lo opuesto la raza doméstica). El Directorado Noruego para la Administración de la Naturaleza considera a Rondane "especialmente importante como un área de mantenimiento de la vida de los renos autóctonos". Se estima que aproximadamente de 2000 a 4000 renos viven en Rondane y la cercana zona de Dovre. Para proteger la población de renos en su zona núcleo, durante los últimos diez años fueron movidos los senderos de caminatas. También, el parque fue ampliado en 2003, para proporcionar aún más protección para los renos.
Otros grandes animales, incluyendo corzos y alces, son comunes en las cercanías de Rondane, y, ocasionalmente, se puede pueden observar bueyes almizcleros. También están presentes los glotones y una pequeña población de osos, mientras que los lobos son raros.
Los renos dependen de gran manera del liquen y en el musgo del reno, que crecen, junto con el brezo y el duro césped, en la completamente falta de alimento, árida y rocosa meseta. El liquen provee de alimento a los renos, pero también fertiliza la tierra, haciendo posible el crecimiento de las plantas menos robustas, y la alimentación de los lemmings y los ratones. Una especie de flor que sobrevive muy bien, es la glacier buttercup, que se encuentra hasta a 1700 metros de altura.

## Turismo

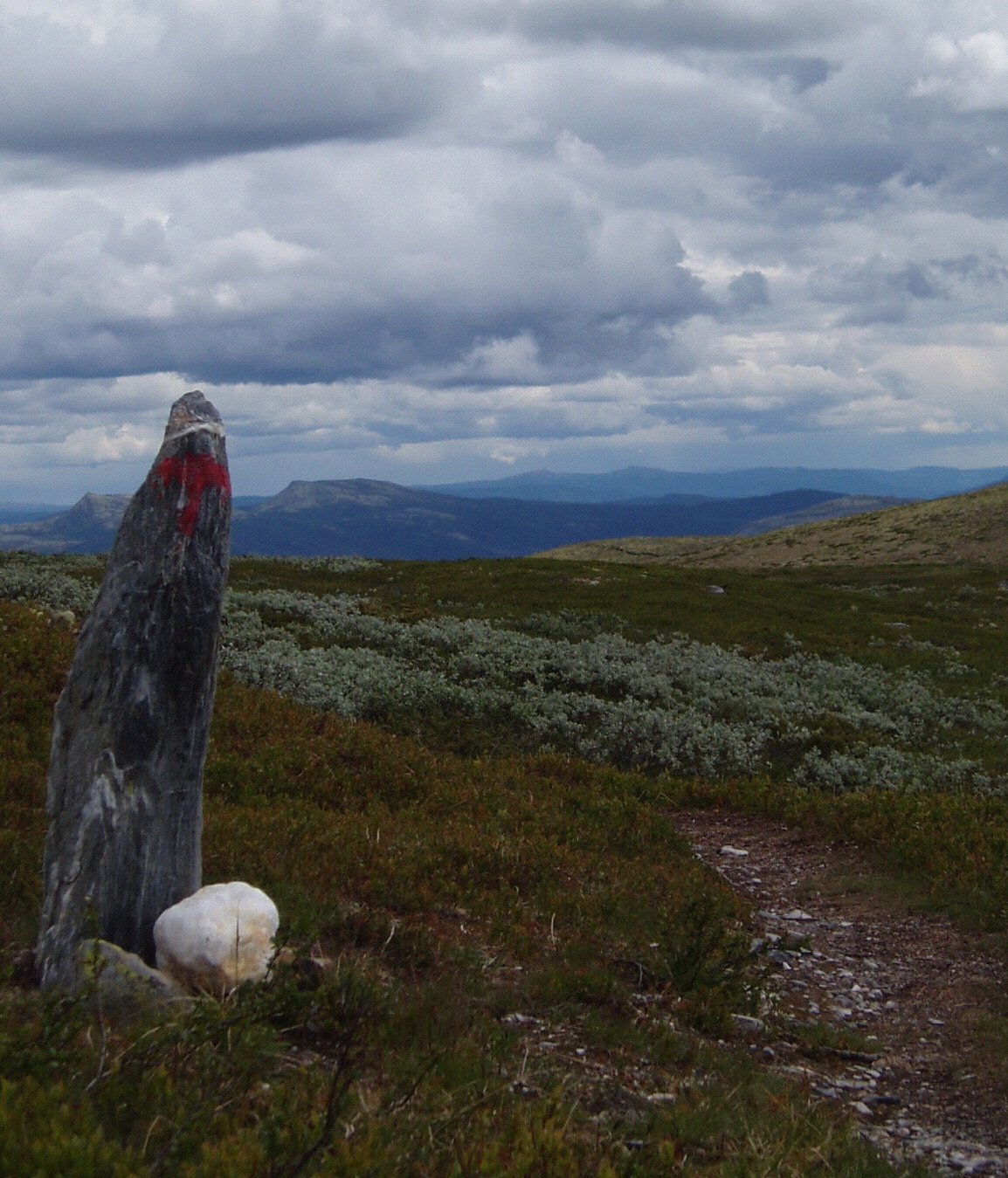
Las T de color rojo indican el camino en los recorridos marcados.

Las personas que visitan Rondane son libres de realizar caminatas y acampar en todas las áreas del parque, excepto en la vecindad de las cabañas. Además de estar cerrado el tránsito de vehículos motorizados, no se aplican muchas más reglas. La pesca y la caza están permitidas con licencias.
La Asociación Noruega de Turismo de Montaña (DNT) es una asociación que posee y administra una red de cabañas de montaña al servicio de los excursionistas. En Rondane, hay una cabaña central en el sur del lago Rondvatnet. también están Dørålseter y Bjørnhollia, en el norte y este del parque. Las tres cabañas son atendidas por personas y provistas de comida, y poseen alojamiento limitado (para reservar con anticipación). También hay cabañas no atendidas por personas, como por ejemplo, Eldåbu, donde se necesita una llave.
La DNT también marca los senderos en el parque, con letras T de color rojo en la piedras, las cuales son muy fáciles de ver. Los caminos marcados con las T conducen a las cabañas, como también marcan el camino a algunos de los picos cercanos a Rondavatnet. Recientemente, algunos de los senderos han sido alterados ligeramente, para evitar las áreas donde viven los renos.
El servicio de cabañas también está disponible durante la temporada invernal, aunque a veces, durante la temporada baja, son sólo autoservicio. Los principales deportes que se pueden practicar son el ráfting, el esquí y las cabalgadas. Las pistas de esquí están marcadas, y ciertas veces preparadas, por la DNT o por alguno de los hoteles y centros de esquí cercanos al parque.

## Rondane en la literatura

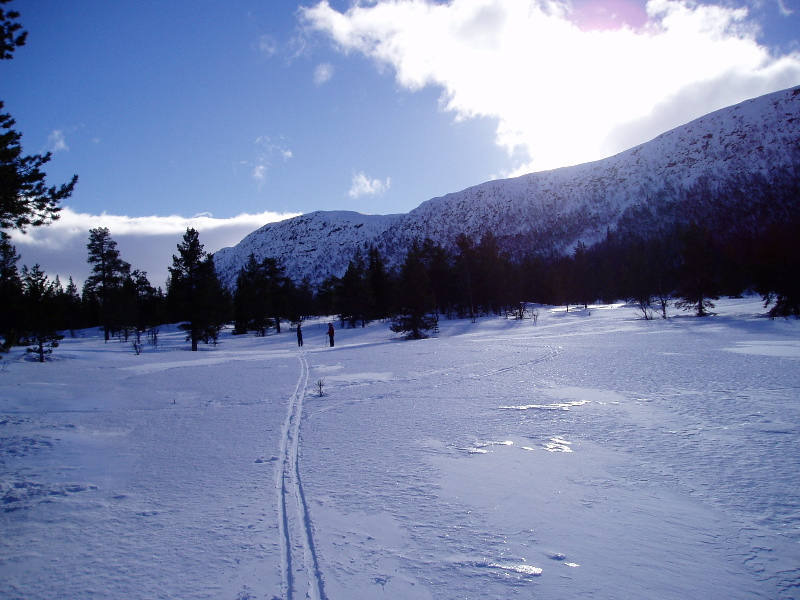
Personas esquiando en invierno, Rondane.

Los paisajes de Rondane han inspirado a muchos escritores noruegos. Probablemente, el trabajo más conocido es Peer Gynt (1867), una obra de teatro escrita por Henrik Ibsen, la cual está parcialmente ambientada en Rondane.
Acto 2, Escena IV
(Entre las montañas de Rondane. Atardecer. Brillantes picos nevados alrededor.
Peer Gynt entra, mareado y desconcertado.)
Peer:
¡Torre sobre torre se levantan!
¡Ey!, ¡mira que pasaje tan fastuoso!
¡Más y más lejos!
¡Ey!, ¡mira que pasaje tan reluciente!
...
Con esto, Ibsen incluyó a Rondane en uno de los mejores dramas del siglo XIX, e hizo del lugar un símbolo de la belleza natural de Noruega.
Peter Christen Asbjørnsen, escritor e investigador de la cultura noruega en el siglo XIX, coleccionó muchas historias conectadas con Rondane, incluyendo Peer Gynt, la historia de Ibsen.
Un tercer escritor que ambientó uno de sus famosas obras en Rondane es el poeta Aasmund Olavsson Vinje, con su poema No ser eg atter slike Fjell og Dalar.

## Véase también

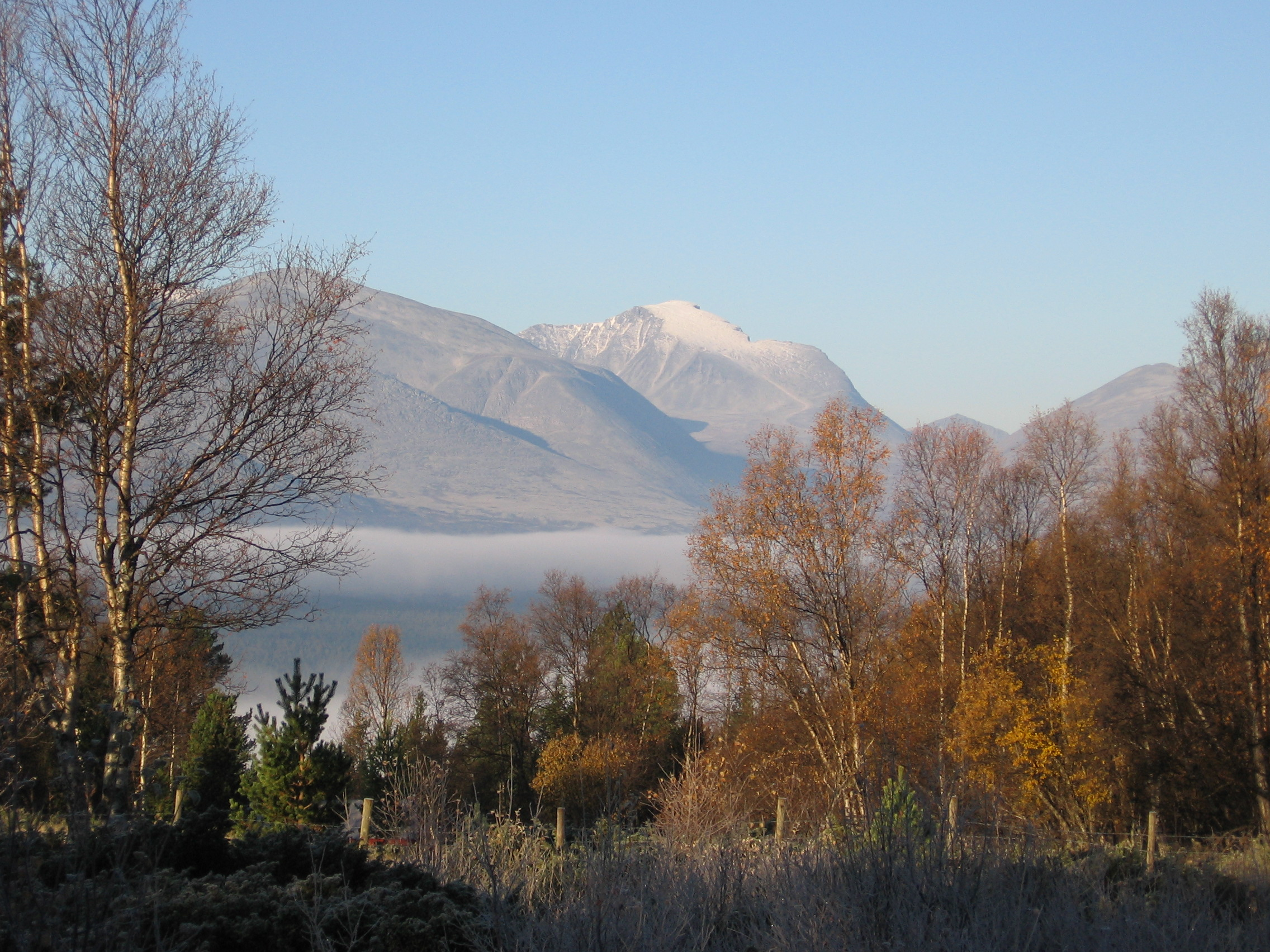
Un atardecer en Rondane.